# Джілма
Джілма (араб. جلمة) — місто в Тунісі. Входить до складу вілаєту Сіді-Бузід. Станом на 2004 рік тут проживало 5 405 осіб.